# Neuvy-au-Houlme
Neuvy-au-Houlme és un municipi francès situat al departament de l'Orne i a la regió de Normandia. L'any 2007 tenia 233 habitants.

## Demografia

### Població
El 2007 la població de fet de Neuvy-au-Houlme era de 233 persones. Hi havia 88 famílies de les quals 20 eren unipersonals (4 homes vivint sols i 16 dones vivint soles), 32 parelles sense fills i 36 parelles amb fills.
La població ha evolucionat segons el següent gràfic:
Habitants censats

### Habitatges
El 2007 hi havia 128 habitatges, 92 eren l'habitatge principal de la família, 21 eren segones residències i 15 estaven desocupats. 123 eren cases i 4 eren apartaments. Dels 92 habitatges principals, 60 estaven ocupats pels seus propietaris, 22 estaven llogats i ocupats pels llogaters i 10 estaven cedits a títol gratuït; 2 tenien una cambra, 4 en tenien dues, 11 en tenien tres, 22 en tenien quatre i 53 en tenien cinc o més. 66 habitatges disposaven pel capbaix d'una plaça de pàrquing. A 41 habitatges hi havia un automòbil i a 47 n'hi havia dos o més.

### Piràmide de població
La piràmide de població per edats i sexe el 2009 era:
| Homes | Edats   | Dones |
| ----- | ------- | ----- |
| 0     | 95 o +  | 0     |
| 0     | 90 a 94 | 4     |
| 0     | 85 a 89 | 4     |
| 0     | 80 a 84 | 0     |
| 8     | 75 a 79 | 12    |
| 4     | 70 a 74 | 0     |
| 0     | 65 a 69 | 4     |
| 4     | 60 a 64 | 0     |
| 4     | 55 a 59 | 4     |
| 12    | 50 a 54 | 4     |
| 8     | 45 a 49 | 12    |
| 16    | 40 a 44 | 12    |
| 4     | 35 a 39 | 4     |
| 8     | 30 a 34 | 8     |
| 4     | 25 a 29 | 12    |
| 16    | 20 a 24 | 4     |
| 16    | 15 a 19 | 4     |
| 12    | 10 a 14 | 8     |
| 8     | 5 a 9   | 4     |
| 4     | 0 a 4   | 8     |

## Economia
El 2007 la població en edat de treballar era de 145 persones, 112 eren actives i 33 eren inactives. De les 112 persones actives 107 estaven ocupades (63 homes i 44 dones) i 5 estaven aturades (5 homes). De les 33 persones inactives 8 estaven jubilades, 10 estaven estudiant i 15 estaven classificades com a «altres inactius».

### Ingressos
El 2009 a Neuvy-au-Houlme hi havia 92 unitats fiscals que integraven 234,5 persones, la mediana anual d'ingressos fiscals per persona era de 16.801 €.

### Activitats econòmiques
Dels 8 establiments que hi havia el 2007, 1 era d'una empresa extractiva, 1 d'una empresa de fabricació d'altres productes industrials, 1 d'una empresa de construcció, 2 d'empreses de comerç i reparació d'automòbils i 3 d'empreses de serveis.
L'únic servei als particulars que hi havia el 2009 era una fusteria.
L'any 2000 a Neuvy-au-Houlme hi havia 20 explotacions agrícoles que ocupaven un total de 1.352 hectàrees.

## Poblacions més properes
El següent diagrama mostra les poblacions més properes.